# Ballads (中山美穂のアルバム)
『Ballads』（バラード）は、中山美穂のバラード・ベスト・アルバム。1989年3月20日にキングレコードより発売された。規格品番はK32X-370。

## 概要
帯コピー：美穂の宝石箱から選びだしたバラード12曲。ニュー・ヴァージョン「Try Or Cry」「センチメンタル通信」「花瓶」
これまでに発売されたシングル、アルバム収録曲から中山自身が選曲したバラード12曲が収録されている。本作のタイトルは、″Ballads″ と複数形になっているが、″バラード″ と読ませている。初回プレス盤は特殊ディスク仕様（ピンク・ディスク）になっている。
オリコンアルバムチャートでは初登場2位を獲得した。
「センチメンタル通信」「花瓶」「Try Or Cry」の3曲はボーカルを再録したニュー・ヴァージョン。
1996年には続編となる『Ballads II』が発売された。続編発売時にジャケット写真を撮り直しカラオケ版と共に本作も再発売された。再発売時の初回プレス盤には撮り直しジャケットと同デザインのステッカーが封入された。
本作のカラオケ・ヴァージョンのCDも同時発売された。規格品番はKICS-603。

## 収録曲

### LP / CT
| #  | タイトル                        | 作詞     | 作曲     | 編曲                                          |
| -- | ------------------------------- | -------- | -------- | --------------------------------------------- |
| 1. | 「斜めな愛を許して」            | 鮎川麻弥 | 鮎川麻弥 | 鷺巣詩郎                                      |
| 2. | 「Silent Night」                | 芹沢類   | 中崎英也 | 清水信之                                      |
| 3. | 「センチメンタル通信」          | 宮原芽映 | 萩田光雄 | 鷺巣詩郎                                      |
| 4. | 「You're My Only Shinin' Star」 | 角松敏生 | 角松敏生 | 角松敏生 St.Arr.: 大谷和夫 Brass Arr.: 数原晋 |
| 5. | 「Sherry」                      | 角松敏生 | 角松敏生 | 角松敏生                                      |
| 6. | 「花瓶」                        | 角松敏生 | 角松敏生 | 角松敏生                                      |

| #  | タイトル                        | 作詞     | 作曲       | 編曲     |
| -- | ------------------------------- | -------- | ---------- | -------- |
| 1. | 「Long Distance To The Heaven」 | 北山瑞穂 | 北山瑞穂   | 杉山卓夫 |
| 2. | 「スノー・ホワイトの街」        | 真沙樹唯 | 佐藤博     | 佐藤博   |
| 3. | 「In The Morning」              | 川村真澄 | 久保田利伸 | 杉山卓夫 |
| 4. | 「I Know」                      | 芹沢類   | Cindy      | 杉山卓夫 |
| 5. | 「誓いを破って」                | 康珍化   | Cindy      | 村松邦男 |
| 6. | 「Try Or Cry」                  | 康珍化   | Cindy      | 小島良喜 |

### CD
| #   | タイトル                        | 作詞     | 作曲       | 編曲                                          |
| --- | ------------------------------- | -------- | ---------- | --------------------------------------------- |
| 1.  | 「斜めな愛を許して」            | 鮎川麻弥 | 鮎川麻弥   | 鷺巣詩郎                                      |
| 2.  | 「Silent Night」                | 芹沢類   | 中崎英也   | 清水信之                                      |
| 3.  | 「センチメンタル通信」          | 宮原芽映 | 萩田光雄   | 鷺巣詩郎                                      |
| 4.  | 「You're My Only Shinin' Star」 | 角松敏生 | 角松敏生   | 角松敏生 St.Arr.: 大谷和夫 Brass Arr.: 数原晋 |
| 5.  | 「Sherry」                      | 角松敏生 | 角松敏生   | 角松敏生                                      |
| 6.  | 「花瓶」                        | 角松敏生 | 角松敏生   | 角松敏生                                      |
| 7.  | 「Long Distance To The Heaven」 | 北山瑞穂 | 北山瑞穂   | 杉山卓夫                                      |
| 8.  | 「スノー・ホワイトの街」        | 真沙樹唯 | 佐藤博     | 佐藤博                                        |
| 9.  | 「In The Morning」              | 川村真澄 | 久保田利伸 | 杉山卓夫                                      |
| 10. | 「I Know」                      | 芹沢類   | Cindy      | 杉山卓夫                                      |
| 11. | 「誓いを破って」                | 康珍化   | Cindy      | 村松邦男                                      |
| 12. | 「Try Or Cry」                  | 康珍化   | Cindy      | 小島良喜                                      |

### 曲解説
1. 斜めな愛を許して
  - シングル「50/50」カップリング曲。
2. Silent Night
  - アルバム『ONE AND ONLY』収録曲。
3. センチメンタル通信
  - アルバム『C』収録曲。ニュー・ヴァージョン。
4. You're My Only Shinin' Star
  - 12作目のシングル表題曲。
5. Sherry
  - 「You're My Only Shinin' Star」カップリング曲。
6. 花瓶
  - アルバム『CATCH THE NITE』収録曲。ニュー・ヴァージョン。
7. Long Distance To The Heaven
  - アルバム『Mind Game』収録曲。
8. スノー・ホワイトの街
  - アルバム『CATCH THE NITE』収録曲。
9. In The Morning
  - シングル「人魚姫」カップリング曲。
10. I Know
  - アルバム『Mind Game』収録曲。
11. 誓いを破って
  - シングル「Witches」カップリング曲。
12. Try Or Cry
  - アルバム『angel hearts』収録曲。ニュー・ヴァージョン。

## 再発盤
- 1989年12月25日 - GOLD CD（完全限定盤 330A-50091／同アルバムを含む1988年までに発売されたアルバム全てがGOLD CDで完全限定同日発売された）
- 1996年12月18日 - CD（ジャケットリニューアル、微細なタイムラグ編集 KICS-601）